# Uma Dose Violenta de Qualquer Coisa
Uma Dose Violenta de Qualquer Coisa é um filme brasileiro de longa-metragem de 2013, dirigido por Gustavo Galvão e produzido pela 400 Filmes, com roteiro original de Gustavo Galvão, Cristiane Oliveira e Bernardo Scartezini. No elenco, estão Vinícius Ferreira, Marat Descartes, Leonardo Medeiros, Maria Manoella, Catarina Accioly e Mário Bortolotto, entre outros. A estreia no circuito comercial brasileiro ocorreu em 14 de agosto de 2014.

## Sinopse
Pedro fugiu de casa, pegou a estrada e não sabe para onde ir. Lucas também não, mas a estrada é seu palco. Eles têm mais de 30 anos e levam apenas a roupa do corpo. Depois de se conhecerem numa lanchonete de beira de estrada, em Minas Gerais, os dois percorrem o interior do Brasil em busca de uma dose violenta de qualquer coisa.

## Elenco
Vinícius Ferreira – Pedro

Marat Descartes – Lucas

Leonardo Medeiros – Jesus

Maria Manoella – Beatriz

Catarina Accioly – Virgínia

Mário Bortolotto – Major

Klarah Lobato – Janaína

Luma Le Roy – Suely

Juliana Drummond – Prostituta

Vanise Carneiro – Prostituta

Jones de Abreu – Fernando

Larissa Salgado – Melissa

Chico Sant'Anna – Síndico

## O título
A inspiração para o título Uma Dose Violenta de Qualquer Coisa veio da tradução de Claudio Willer para um trecho de Uivo, poema-manifesto de Allen Ginsberg que jogou luz na chamada geração beatnik. O original, de 1956, começa assim: “I saw the best minds of my generation, destroyed by madness, starving hysterical naked, dragging themselves through the negro streets at dawn looking for an angry fix”. A versão de Willer, publicada pela L&PM, em 1984, é assim: “Eu vi os expoentes da minha geração destruídos pela loucura, morrendo de fome, histéricos, nus, arrastando-se pelas ruas do bairro negro de madrugada em busca de uma dose violenta de qualquer coisa”.

## Produção
As filmagens aconteceram entre 23 de junho e 24 de julho de 2012. No período, a equipe percorreu 13 cidades de Goiás, Minas Gerais e do Distrito Federal: Brasília, Brazlândia, Gama, São Sebastião e Sobradinho (DF); Planaltina, Luziânia, Formosa, Valparaíso e Cristalina (GO); Ouro Preto, Patrocínio e Serra do Salitre (MG). A trama faz a ponte entre Brasília e Ouro Preto, que simbolizam dois períodos distintos da História do Brasil (o moderno e o colonial, respectivamente). À exceção destas duas cidades, as demais foram filmadas de forma a simular os locais por onde passam os personagens na ficção (em especial Lavras, Montes Claros e Varginha, em Minas Gerais).
O lançamento no circuito de festivais ocorreu em 22 de setembro de 2013, no 46º Festival de Brasília do Cinema Brasileiro, onde o filme recebeu o Troféu Câmara Legislativa de Melhor Trilha Sonora. A trilha original foi produzida pelo sax tenor paulista Ivo Perelman, que é radicado nos Estados Unidos desde 1981 e a executou em conjunto com outros três grandes nomes da vanguarda norte-americana: Matthew Shipp (piano), Mat Maneri (viola, violino) e Sirius Quartet (quarteto de cordas). Também chamam atenção na trilha sonora o grupo de rock peruano Los Saicos (Demolición) e o candomblé pop do pernambucano Otto (Condom Black), além de um funk composto por Judaz Mallet, MC Gi e André Arvigo (Funk do Nóia) e duas peças instrumentais de Assis Medeiros.
O filme teve distribuição independente e estreou no circuito comercial brasileiro em 14 de agosto de 2014, em nove cidades. Posteriormente, chegou a mais oito cidades brasileiras, totalizando 17 cidades.

## Prêmios
- 2013: 46º Festival de Brasília do Cinema Brasileiro (Mostra Brasília) - Troféu Câmara Legislativa de Melhor Trilha Sonora
- 2015: 11º Prêmio FIESP/SESI-SP de Cinema - Prêmio de Melhor Ator Coadjuvante (para Marat Descartes)[9]

## Imprensa
Com o lançamento no circuito comercial, em agosto de 2014, o filme recebeu boas críticas na imprensa brasileira, inclusive a cotação máxima do jornal O Globo. Em sua crítica, Rodrigo Fonseca lembra da inspiração beatnik para a trama, mas destaca a conexão da mesma com a realidade brasileira contemporânea e com as influências do cinema marginal brasileiro. "Pedro e Lucas erram pela tela embalados no sax seco de Ivo Perelman (destaque da trilha sonora), vivendo peripécias banais num cenário onde a macheza tornou-se impotente frente à desesperança. Ao filmá-lo, Galvão disseca um Brasil em coma".
A releitura do cinema marginal também foi destacada por Alexandre Agabiti Fernandez, na Folha de S. Paulo: "O segundo longa do brasiliense Gustavo Galvão põe em cena o périplo de dois rapazes em uma atmosfera tensa e delirante. A narrativa desregrada, com vários experimentos formais, e os personagens anárquicos ou desesperados aproximam o filme de algumas produções do cinema marginal, vertente criativa da produção brasileira surgida no fim dos anos 1960".
Em seu texto para a Zero Hora, Daniel Feix cita rapidamente o movimento beatnik como uma referência do diretor e enfatiza que Uma Dose Violenta de Qualquer Coisa se enquadra como "um típico exemplar do novíssimo cinema nacional, este que é praticado em grande parte por realizadores jovens que não querem saber de concessões". E da mesma forma que João Lanari Bo o fizera no artigo para o Correio Braziliense, Feix não deixou de destacar as relações dos personagens com a capital federal: "É de Brasília que o protagonista quer escapar, dado que se presta a correlações as mais diversas".